# Pico de la Nevera (Sierra de Malacara)
El pico de la Nevera se sitúa en la sierra de Malacara, entre el término municipal de Buñol y el de Siete Aguas, ambos en la provincia de Valencia. 

## Características morfológicas
Este pico tiene una altura de 1118 m s. n. m. El pico de la Nevera se eleva desde los 700 m s. n. m. de la autovía A-3 a su paso por la zona de la sierra de Malacara hasta su cima de 1118 m s. n. m., con una prominencia de 318 metros.

## Situación geográfica
Desde su cima se pueden ver unas vistas muy bonitas del paisaje de las montañas de la sierra en que se sitúa: la sierra de Malacara y también de la Hoya de Buñol. 
En su cima se encuentra unas antenas que no se pueden ver muy bien desde lejos, pero que si se ven parecen muy curiosas. Cerca de este pico se encuentra otro, llamado pico del Tejo, que se sitúa al otro lado de la autovía, junto a los tres cerros, que llegan a superar los 1000 m s. n. m. El pico del Tejo es más alto que el de la Nevera, con 1250 m s. n. m. Estas dos montañas no forman parte de la sierra de Malacara. 